# Jaroslav Kraft
Jaroslav Kraft (9. dubna 1940 – 10. ledna 2007) byl český paleontolog a specialista na dendroidní graptolity.

## Životopis
Narodil se v rodině knihaře a sběratele zkamenělin Jana Krafta. Po ukončení studia na Karlově univerzitě v roce 1962 nastoupil podle umístěnky jako geolog v Geologickém průzkumu Praha, závod Stříbro. Mezi lety 1965–1974 pracoval v Západočeském muzeu jako vědecký pracovník. Poté byl nastoupen do národního podniku Geindustria Praha jako geolog, kde byl zaměstnán do roku 1980. Krátkou dobu, mezi lety 1980 a 1981 byl zaměstnancem sbírek Ústředního ústavu geologického (dnešní Česká geologická služba). V letech 1982-1988 pracoval jako geolog a paleontolog krajského centra Státní ochrany památkové péče a ochrany přírody v Plzni. V Muzeu Dr. Bohuslava Horáka, ke kterému ho po celý život pojil citový vztah, pracoval jako externista mezi lety 1963–1988 a od roku 1988 až do roku 1994 i jako interní pracovník. Od roku 1994 až do své smrti pak byl vědeckým pracovníkem a kurátorem v Západočeském muzeu v Plzni .
Titul RNDr. získal v roce 1973 a CSc. po dlouhých politických průtazích až v roce 1984. Docentem Západočeské univerzity v Plzni byl jmenován v roce 1998, již od roku 1994 zde však pracoval jako asistent. Za svůj život vystřídal mnoho zaměstnání. Bylo tomu tak zejména proto, že komunistický režim jej považoval za nepohodlného člověka (zejména pro evangelickou víru).
V Muzeu dr. Bohuslava Horáka v Rokycanech zpracoval paleontologické fondy (zejména sbírka ordovických fosilií), a to včetně jejich úplného pokrytí počítačovou evidencí. I po odchodu z muzea se snažil zajistit pro tyto sbírky odborné paleontologické vedení. Poté, co znovu zakotvil ve sbírkách Západočeského muzea v Plzni, pokračoval ve své odborné práci kustoda a paleontologa i zde. Spolupracovníka získal ve svém synu Petrovi, s nímž se stal autorem několika desítek publikací, z nichž většina vyšla v čekých i zahraničních recenzovaných časopisech. Oba se podíleli na grantu věnovanému českému ordoviku jako mezinárodnímu standardu mediteránní oblasti. Jaroslav a Petr Kraftovi také s kolegy v Praze spoluorganizovali v roce 1999 devátou konferenci ISOS (International Symposium on Ordovician System) v Praze.
Prováděl řadu aktivit zejména při vyhlašování a ochraně mnoha paleontologických a geologických lokalit na Plzeňsku a Rokycansku.

## Dílo
výběr
- Kraft J. (1975): Dendroid graptolites of the Ordovician of Bohemia. Sbor. Nár. Muz. (Praha), Ř. B 31, 211–238.
- Kraft J., Kraft P. (1993): The Arenig/Llanvirn boundary (Ordovician) in the Prague Basin (Bohemia). J. Czech Geol. Soc. 38, 3/4,189–192.
- Kraft J., Kraft P. (1994): The Azygograptus ellesi – Tetragraptus (reclinatus group) Biozone (Klabava Formation, Ordovician of the Prague Basin). Folia Mus. Rer. Natur. Bohem. Occident., Geol. 40, 1–36.
- Kraft J., Kraft P., Seidl R. (1993): New dendroid graptolites from the Lower Ordovician of Bohemia. J. Czech Geol. Soc. 38, 1–2, 89–94.
- Kraft P. (1990): Dendroid graptolites of the Tetragraptus reclinatus abbreviatus Biozone (Klabava Formation, Barrandian Ordovician).Věst. Ústř. Úst. geol. 65, 249–253.
- Kraft, J., Kraft, P. (2000): Das untere Ordovicium bei Rokycany, Tschechische Republik – In: Pinna, G. – Meischner, D (eds.): Europäische Fossillagerstätten.– EPA, Springer, Berlin, Heidelberg, New York, 24-27, 243, obr. 4-9.
- Kraft, P., Kraft, J., Prokop, R.J. (2001): A possible hydroid from the Lower and Middle Ordovician of Bohemia. – Alcheringa, 25: 143-154.
- Kraft, P., Kraft, J. (2003): Middle Ordovician graptolite fauna from Praha – Cervený vrch (Prague Basin, Czech Republic . – Bulletin of Geosciences, 78(2): 129-139.
- Kraft, P., Kraft, J. (2003): Facies of the Klabava Formation (?Tremadoc –Arenig) and their fossil content (Barrandian area, Czech Republic). – In:Albanesi, G. L., Beresi, M. S., Peralta, S. H. (eds.): Ordovician from the Andes.– INSUGEO, Serie Correlación Geológica, 17: 309-314.
- Kraft, P., Kraft, J., Marek, J., Seidl, R. (2001): Graptolitová fauna zóny Didymograptus clavulus (šárecké souvrství) ordoviku pražské pánve. – Zprávy o geologických výzkumech v roce 2000, Ces. geol. Úst.: 32-35.